# 王紹勛
王紹勛（？—？），字熙陶，晚号池山遗黎，河南辉县城关花园村人，清朝政治人物，同進士出身。

## 生平
光緒十一年（1885年）鄉試中舉。光緒十五年（1889年）登己丑科進士，同年五月，著交吏部掣签，分发各省以知县即用。。